# Актон, Элиза

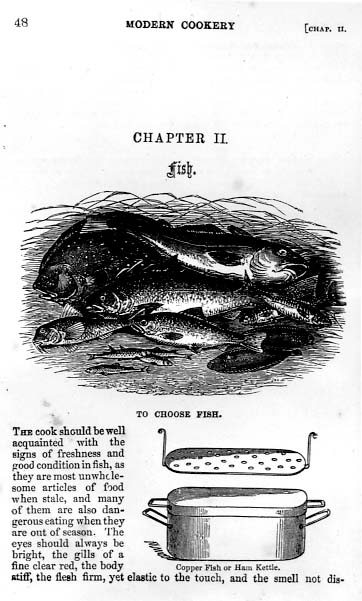
Элиза Актон. Современная кулинария для частных семей (1845). Глава 2 «Рыба». Изд. 1871 г., стр. 48

Эли́за А́ктон (англ. Eliza Acton; 17 апреля 1799, Баттл, Восточный Суссекс — 13 февраля 1859, Хампстед, Большой Лондон или Лондон) — английская повар, писательница и поэтесса. Известна тем, что стала автором одной из первых кулинарных книг страны, ориентированных на обычных домохозяек, а не на профессиональных поваров — «Современная кулинария для частных семей». Известная повар и телеведущая Делия Смит назвала Актон «лучшей писательницей рецептов на английском языке».

## Биография
Элиза Актон родилась 17 апреля 1799 года в городке Баттл (графство Восточный Суссекс). Мать — Элизабет Мерсер, отец — Джон Актон, пивовар. Элиза была старшей из пяти детей в семье. Вскоре после рождения Элизы семья переехала в графство Суффолк, к родственникам отца. В возрасте семнадцати лет стала соосновательницей школы для девочек в деревне Клейдон. Школа просуществовала четыре года, пока Элиза не покинула свой пост в связи с ухудшившимся здоровьем. После закрытия школы Элиза некоторое время прожила во Франции.
Вскоре после возвращения Элизы в Англию, в 1826 году свет увидела её первая книга — сборник стихов, посвящённых, в основном, теме неразделённой любви. В дальнейшем Актон перешла на более серьёзный жанр поэм, но их у неё вышло всего две: в 1838 и 1842 годах, однако издатели принимали их неохотно, предлагая ей попробовать себя в написании кулинарных книг.
В 1845 году вышло самое известное произведение писательницы: сборник кулинарных рецептов «Современная кулинария для частных семей» — эта кулинарная книга стала одной из первых в стране, ориентированных на обычных домохозяек, а не на профессиональных поваров. Книга писалась несколько лет, идею и просьбу о её создании высказало издательство Longman, которое напечатало первый сборник стихов Актон. Книга быстро стала популярной, выдержала несколько периодических переизданий вплоть до 1914 года. В ней Актон, впервые в британской кулинарной литературе, подробно описала для каждого рецепта точные ингредиенты и время, необходимое для приготовления блюда, а также возможные проблемы при его готовке. Помимо британских рецептов в книге приведены рецепты блюд французской и еврейской кухни ашкеназов. Можно отметить, что кулинарная книга Изабеллы Битон, которая иногда считается одним из первых писателей по кулинарии, «Книга домашнего хозяйства» (1861) по структуре очень похожа на «Современную кулинарию…» Актон.
В 1846 году Актон переехала в Хампстед (Лондон), где написала свою вторую и последнюю кулинарную книгу «Английская хлебная книга». Помимо рецептов, это произведение содержит научную историю хлебопечения, а также оригинальные мысли автора по поводу некоторых спорных моментов современного хлебопекарного производства, в частности, она призывала бедные семьи отказаться от покупного хлеба, а печь его самим. Эта книга не имела большой популярности и была переиздана лишь один раз в 1990 году.
Элиза Актон, которая с юных лет отличалась слабым здоровьем, скончалась 13 февраля 1859 года, не дожив двух месяцев до своего 60-летнего юбилея, в Хампстеде. Она никогда не была замужем и не имела детей. В 1994 году вышло ещё одно полное издание «Современной кулинарии».